# Throscogenius takhtajani
Throscogenius takhtajani is een keversoort uit de familie dwergkniptorren (Throscidae). De wetenschappelijke naam van de soort werd in 1962 gepubliceerd door Iablokov-Khnzorian.